# Blondynka w koszarach
Blondynka w koszarach (ang. Private Valentine: Blonde & Dangerous lub Major Movie Star) – amerykański film komediowy z 2008 roku.

## Obsada
- Jessica Simpson − szeregowa Megan Valentine
- Vivica A. Fox − sierżant Louisa Morley
- Olesya Rulin − szeregowa Petrovich
- Steve Guttenberg − Sidney Green
- Aimee Garcia − Vicky Castillo
- Ryan Sypek − Mills Evans
- Keiko Agena − szeregowa Hailey Hamamori
- Cheri Oteri − szeregowa Jeter
- Bryce Johnson − Derek O'Grady
- Michael Hitchcock − Nigel Crew
- Marco St. John − Morris Grey
- Kurt Fuller − kuzyn Barry